# Phthiria albida
Phthiria albida är en tvåvingeart som beskrevs av Christian Rudolph Wilhelm Wiedemann 1821. Phthiria albida ingår i släktet Phthiria och familjen svävflugor. Inga underarter finns listade i Catalogue of Life.